# Lista över countyn i Connecticut

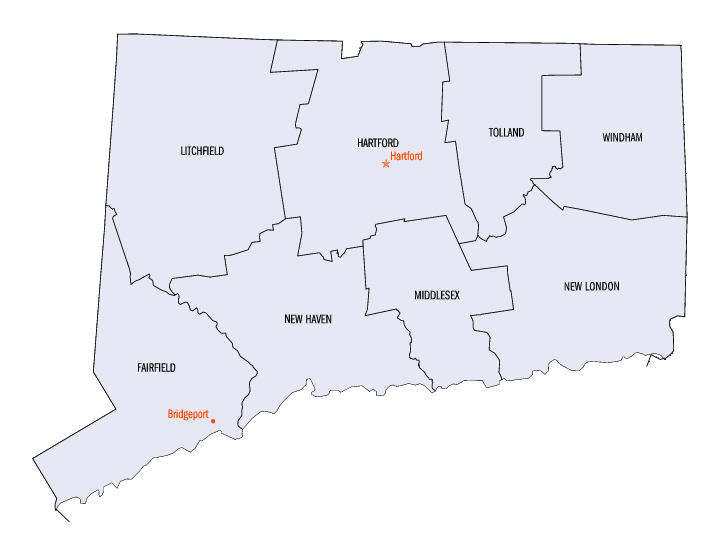
Connecticuts countyn.

Detta är en lista över de 8 countyn som finns i delstaten Connecticut i USA.
| County            | Centralort (County Seat) | Etablerat | Folkmängd (2000) | Yta       |
| ----------------- | ------------------------ | --------- | ---------------- | --------- |
| Fairfield County  | Bridgeport               | 1666      | 882 567          | 1 621 km² |
| Hartford County   | Hartford                 | 1666      | 857 183          | 1 944 km² |
| Litchfield County | Litchfield               | 1751      | 182 193          | 2 446 km² |
| Middlesex County  | Middletown               | 1785      | 155 071          | 1 137 km² |
| New Haven County  | New Haven                | 1666      | 824 008          | 2 233 km² |
| New London County | New London               | 1666      | 259 008          | 1 999 km² |
| Tolland County    | Tolland                  | 1785      | 136 364          | 1 080 km² |
| Windham County    | Windham                  | 1726      | 109 091          | 1 349 km² |